# Michael Lauterjung
Michael Lauterjung (* 1959 in Stuttgart) ist ein zeitgenössischer deutscher Maler.

## Leben
Nach seinem Abitur 1980 studierte Michael Lauterjung für ein Jahr an der Freien Kunstschule in Stuttgart bei Gerd Neisser und Roland Schauls, von 1981 bis 1985 an der Staatlichen Akademie der Bildenden Künste Stuttgart bei Karl-Henning Seemann und Rudolf Haegele. 1986 folgte ein Auslandsstudium an der Hochschule für Angewandte Kunst Wien bei Maria Lassnig.
1987 fand die erste Einzelausstellung von Michael Lauterjung im Galerieverein Leonberg statt, im selben Jahr erfolgte der Umzug nach Köln. In den Jahren 1990 bis 1994 folgten mehrere Monate dauernde „Winterreisen“ nach Sri Lanka, Thailand, Indonesien, Australien und Namibia. Im Jahr 1994 fanden die ersten realistischen Gegenstände Einzug in seine bis dahin vorwiegend abstrakte Malerei.
Von 1995 bis 1996 betrieb Lauterjung ein Atelier in Chemnitz, danach erfolgte der Umzug nach Euskirchen. Das Atelier in Köln bestand weiterhin, doch die Tätigkeit wurde immer mehr nach Euskirchen verlagert, bis er im Jahr 2000 in ein Atelier bei der Burg Kessenich in der Nähe von Euskirchen zog. 2007 erfolgte dann der Umzug mit seiner Familie in das Dorf Eickhof bei Cammin, rund 20 km südlich von Rostock.

## Werk
Die Bilder von Michael Lauterjung, meist Gegenstände aus dem täglichen Leben, verbinden die abstrakte mit der gegenständlichen Malerei. Auf den ersten Blick sind es gemalte Stillleben mit der Kraft, unseren Blick auf die Dinge des Alltags neu zu beleben. Es sind Stillleben im übertragenen Sinne. Die sichtbare Realität des Gegenstandes wird im Umfeld des Bildes nicht fortgeführt, im Gegenteil – durch Strukturen unterschiedlicher Webart, wie Lacke, Ölfarbe, Acrylfarbe und verschiedene Baumwollstoffe, wird dem ersten sichtbaren Eindruck widersprochen. Die verschiedenen Elemente verdichten sich in der Bildkomposition so, dass eine wechselseitige Aussagekraft zueinander entsteht. Lauterjungs Bilder sind somit ein zeitgemäß wichtiger Beitrag zur Frage nach neuen Bildfindungen.

## Einzelausstellungen (Auswahl)
- 1992: Kunstverein Günzburg
- 1995: Städtische Galerie Tettnang
- 1995: Kunstverein Springhornhof
- 1996: Kunstverein Unna
- 2000: Kunstverein Paderborn
- 2003: Galerie Vayhinger, Radolfzell
- 2005: Forum Kunst Rottweil „Dogs and Plaids“
- 2006: Kunstverein Kirchzarten[2]
- 2012: Galerie Peters-Barenbrock, Ahrenshoop
- 2013: Galerie Michael Schmalfuss, Marburg
- 2014: Galerie Netuschil, Darmstadt
- 2015: Galerie Werner Bommer, Zürich
- 2017: Galerie Weise, Chemnitz
- 2018: Kunstverein Hattingen in der Städtischen Galerie Altes Rathaus „Tafelbilder“[3]
- 2019: Kunstausstellung Kühl, Dresden „Die Wucht der Ordnung“[4]
- 2020: Kunsthaus Alte Mühle, Schmallenberg
- 2020: Galerie Post & Garcia, Maastricht „Alles im grünen Bereich“ (K)[5][6]
- 2021: Galerie Helle Coppi, Berlin „Kleine Freuden“
- 2021: Kunsthaus Frölich, Stuttgart „Lost in Space“[7]
- 2021: Galerie Helle Coppi, Berlin „Kleine Freuden“
- 2022: Galerie Mühlfeld + Stohrer, Frankfurt
- 2023: Galerie an der Pinakothek der Moderne Barbara Ruetz, München[8]